# Topsham (stacja kolejowa)
Topsham – stacja kolejowa w Topsham, w hrabstwie Devon na linii kolejowej Avocet Line. Stacja pozbawiona sieci trakcyjnej. 

## Ruch pasażerski
Stacja obsługuje 206 696 pasażerów rocznie (dane za rok 2021/2022). Posiada bezpośrednie połączenia z Exeterem i Exmouth. Pociągi odjeżdżają ze stacji co pół godziny.

## Obsługa pasażerów
Automaty biletowe, przystanek autobusowy. Stacja jest objęta programem Penalty Fare Zone, co oznacza, że pasażerowie zobowiązani są zakupić bilet przed wejściem do pociągu.